# Златна арена за најбољу споредну мушку улогу
Златна арена за најбољу споредну мушку улогу је награда која се додељује сваке године најбољим споредним глумцима на Филмском фестивалу у Пули. Награде додељује оцењивачки жири од пет или шест чланова, који се обично састоји од глумаца и филмских критичара.

## Списак добитника

### За време СФРЈ (1955—1990)
| Година | Добитник                                                               | Филм                                               |
| ------ | ---------------------------------------------------------------------- | -------------------------------------------------- |
| 1955.  | Стане Потокар                                                          | Тренуци одлуке                                     |
| 1956.  | Раде Марковић, Јозо Лауренчић                                          | Шолаја, Велики и мали                              |
| 1957.  |                                                                        | Награда није додељена                              |
| 1958.  | Антун Врдољак, Милан Срдоч, Милорад Мајић                              | Х-8, Четири километра на сат                       |
| 1959.  | Милан Милошевић                                                        | Влак без возног реда                               |
| 1960.  | Бранко Татић                                                           | Девети круг, Три Ане                               |
| 1961.  |                                                                        | Награда није додељена                              |
| 1962.  | Бата Живојиновић и Љубиша Самарџић                                     |                                                    |
| 1963.  | Раде Марковић (Сребрна арена)                                          | Радопоље                                           |
| 1964.  | Воја Мирић (Сребрна арена)                                             | Службени положај                                   |
| 1965.  | Јанез Врховец (Сребрна арена)                                          | Човек није тица                                    |
| 1966.  | Беким Фехмију (Сребрна арена)                                          | Време љубави, Рој                                  |
| 1967.  | Беким Фехмију (Сребрна арена)                                          | Скупљачи перја, Протест                            |
| 1968.  | Бранко Плеша (Сребрна арена)                                           | Пре истине                                         |
| 1969.  | Данило Бата Стојковић (Сребрна арена)                                  | Зазидани                                           |
| 1970.  | Адем Чејван (Сребрна арена)                                            | Лисице                                             |
| 1971.  | Борис Дворник (Сребрна арена)                                          | У гори расте зелен бор, Опклада                    |
| 1972.  | Владимир Поповић (Сребрна арена)                                       | Упркос свему                                       |
| 1973.  | Ивица Видовић (Сребрна арена)                                          | Кужиш стари мој                                    |
| 1974.  | Борис Бузанчић (Сребрна арена), Абдурахман Шаља (епизодна улога)       | Ужичка република, Дервиш и смрт                    |
| 1975.  | Никола Симић (Сребрна арена), Љубиша Самарџић (епизодна улога)         | Хитлер из нашег сокака, Црвена земља Доктор Младен |
| 1976.  | Миодраг Радовановић (Сребрна арена), Вељко Мандић (епизодна улога)     | Салаш у Малом Риту, Салаш у Малом Риту (филм)      |
| 1977.  | Звонко Лепетић (Сребрна арена), Љубиша Самарџић (епизодна улога)       | Луди дани, Специјално васпитање                    |
| 1978.  | Зоран Радмиловић (Сребрна арена), Стеван Гардиновачки (епизодна улога) | Павиљон 6, Стићи пре свитања                       |
| 1979.  | Абдурахман Шаља (Сребрна арена)                                        | Ера е Лиси                                         |
| 1980.  | Александар Берчек                                                      | Ко то тамо пева                                    |
| 1981.  |                                                                        | Награда није додељена                              |
| 1982.  | Милан Штрљић                                                           | Савамала                                           |
| 1983.  | Зијах Соколовић                                                        | Задах тела                                         |
| 1984.  | Фабијан Шоваговић                                                      | Амбасадор                                          |
| 1985.  | Божидар Буњевац                                                        | Овни ин мамути                                     |
| 1986.  | Душан Костовски                                                        | Срећна нова ’49.                                   |
| 1987.  | Петар Божовић                                                          | Већ виђено                                         |
| 1988.  | Љубиша Самарџић                                                        | Кућа поред пруге                                   |
| 1989.  | Фабијан Шоваговић                                                      | Човјек који је волио спроводе                      |
| 1990.  | Заим Музаферија                                                        | Станица обичних возова                             |

### За независне Хрватске (1992—данас)
| Година | Добитник                                    | Филм                                        |                                             |
| ------ | ------------------------------------------- | ------------------------------------------- | ------------------------------------------- |
| 1991.  | Festival je bio otkazan.                    | Festival je bio otkazan.                    | Festival je bio otkazan.                    |
| 1992.  | Дамир Лончар                                | Лука                                        |                                             |
| 1993.  |                                             | Награда није додељена                       |                                             |
| 1994.  | Церемонија доделе награда била је отказана. | Церемонија доделе награда била је отказана. | Церемонија доделе награда била је отказана. |
| 1995.  | Мустафа Надаревић                           | Испрани                                     |                                             |
| 1996.  | Јосип Генда                                 | Седма кроника                               |                                             |
| 1997.  | Драго Крча                                  | Божич у Бечу                                |                                             |
| 1998.  | Иво Грегуревић                              | Три мушкарца Мелите Жгањер                  |                                             |
| 1999.  | Анте Вицан                                  | Црвена прашина                              |                                             |
| 2000.  | Дејан Аћимовић                              | Је ли јасно, пријатељу?                     |                                             |
| 2001.  |                                             | Награда није додељена                       |                                             |
| 2002.  | Ивица Видовић                               | Фине мртве дјевојке                         |                                             |
| 2003.  | Данко Љуштина                               | Коњаник                                     |                                             |
| 2004.  | Вили Матула                                 | Сто минута славе                            |                                             |
| 2005.  | Драган Деспот                               | Пушћа бистра                                |                                             |
| 2006.  | Емир Хаџихафизбеговић                       | Караула                                     |                                             |
| 2007.  | Борко Перић                                 | Живи и мртви                                |                                             |
| 2008.  | Леон Лучев                                  | Није крај                                   |                                             |
| 2009.  | Никша Бутијер                               | Црнци                                       |                                             |
| 2010.  | Богдан Диклић                               | 72 дана                                     |                                             |
| 2011.  | Борис Бузанчић                              | Котловина                                   |                                             |
| 2012.  | Мате Гулин                                  | Писмо ћаћи                                  |                                             |
| 2013.  | Никша Бутијер                               | Свештеникова деца                           |                                             |
| 2014.  | Игор Ковач                                  | Косац                                       |                                             |
| 2015.  | Дадо Ћосић                                  | Звиздан                                     |                                             |
| 2016.  | Горан Навојец                               | Све најбоље                                 |                                             |
| 2017.  | Дејан Аћимовић                              | Устав Републике Хрватске                    |                                             |
| 2018.  | Борко Перић                                 | Осми повереник                              |                                             |